# Красильщиков, Александр Петрович
Красильщиков Александр Петрович (15 июня 1929 — 11 марта 2013) — советский и российский учёный в области механики и истории науки.

## Биография
Родился в семье учёного-аэродинамика П. П. Красильщикова (1903—1965), из рода русских промышленников Красильщиковых.
Окончил среднюю школу № 1 (ныне — гимназия № 1) города Жуковского
. В школьные годы занимался лёгкой атлетикой, чемпион СССР среди юношей по метанию диска (1947). Чемпион Москвы по десятиборью (1953).
После окончания МФТИ (1954) по специальности «аэромеханика» пришёл на работу в ЦАГИ. Вёл научные исследования в области гиперзвуковой аэродинамики, в том числе испытывал изделия ракетной и космической техники, принимал участие в создании гиперзвуковой экспериментальной базы, руководил вводом в эксплуатацию и работой гиперзвуковой трубы с электродуговым подогревом (АДТТ-123), участвовал в проектировании крупноразмерной гиперзвуковой трубы АДТ-117. Кандидат технических наук (1962).
Доктор технических наук (1991). Мастер спорта СССР по лётному спорту (1970).

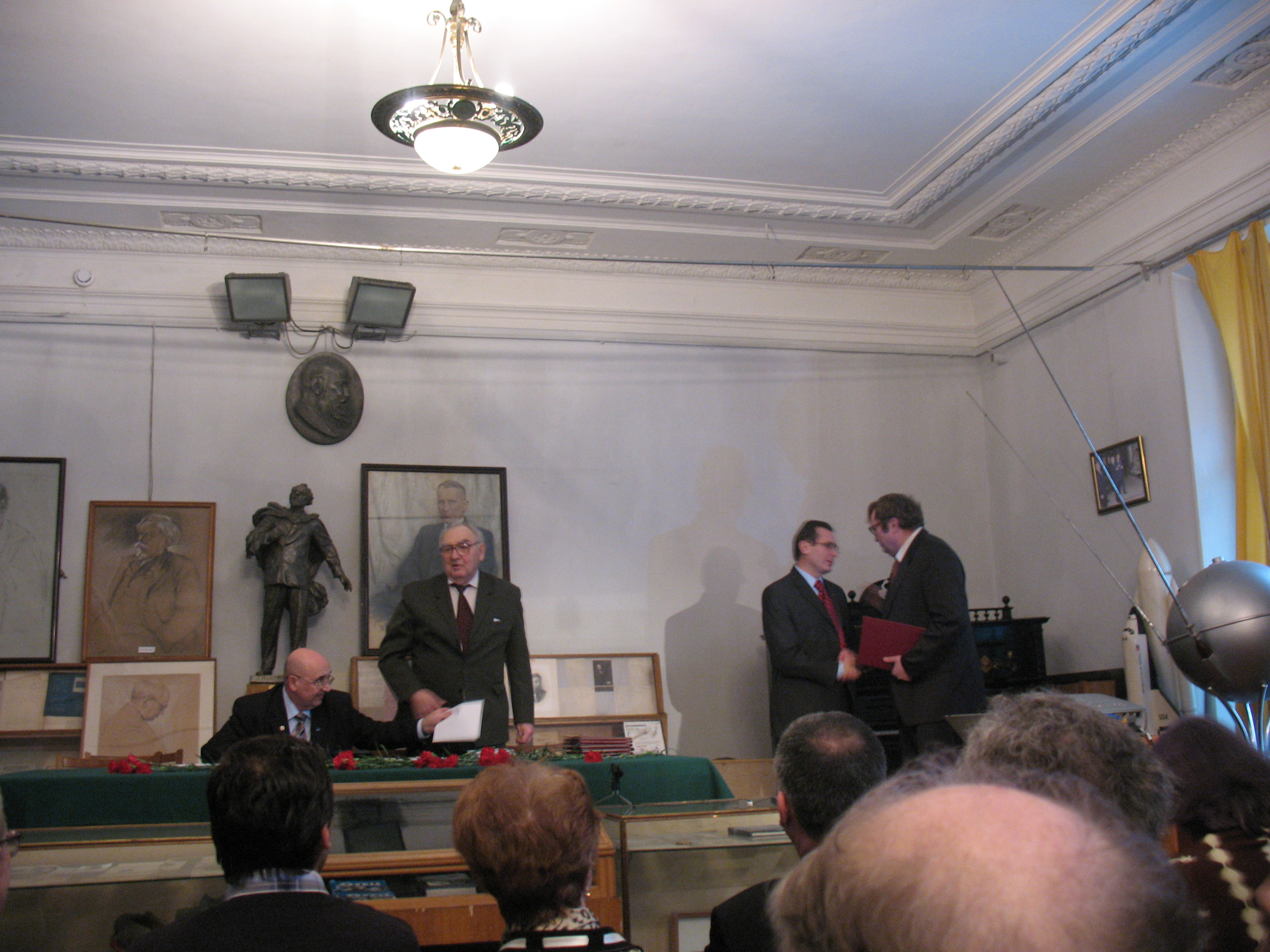
Вручение премии имени Н. Е. Жуковского.
Музей Жуковского, 2009 год.
Слева-направо: В. Г. Дмитриев, А. П. Красильщиков, С. Л. Чернышёв, И. И. Липатов

В 1970 году возглавил отдел лётных испытаний, в 1977 (по другим сведениям — в 1981) году основал научно-исследовательскую планёрную базу ЦАГИ (на плато Узун-Сырт в Крыму). Принимал участие в лётных экспериментах, активно летал до 60-летнего возраста.
Преподавал в МАИ, доцент по кафедре летательных аппаратов (1982), профессор (1993).
С 1994 по 2011 год — директор музея Н. Е. Жуковского. Учёный секретарь жюри ежегодного конкурса имени Н. Е. Жуковского на лучшие работы по теории авиации. Научный консультант полнометражных документальных фильмов «50 лет ЦАГИ» и «Мстислав Келдыш».

Семейное захоронение Красильщиковых:
П. П. Красильщикова,
М. П. Красильщикова,
С. П. Красильщикова,
А. П. Красильщикова

Похоронен на Быковском мемориальном кладбище, рядом с могилой отца.

## Личная жизнь
- Первая жена — Светлана Чесалова (дочь Татьяна),
- вторая жена — Гузель Красильщикова (дочь Агнета Мария Красильщикова (сценический псевдоним — Агнета Линчевская).[источник не указан 1932 дня]